# Górniczy Klub Sportowy Zagłębie Wałbrzych
Il Górniczy Klub Sportowy Zagłębie Wałbrzych è una società multisportiva polacca situata a Wałbrzych, nella Polonia sudoccidentale, famosa per la sua sezione calcistica.

## Storia
Il club venne fondato nel 1945, quando l'ex città tedesca di Waldenburg entrò a far parte della Polonia. I suoi fondatori erano polacchi provenienti dalla Francia e dal Belgio, che gli diedero il nome di Thorez (in onore di Maurice Thorez, politico comunista francese). Il nome non piacque alla maggior parte dei tifosi e nel 1968 fu mutato in Zagłębie.
Proprio nel 1968 la squadra fu promossa per la prima volta in Ekstraklasa; nella stagione 1970/1971 si classificò al 3º posto, dietro al Górnik Zabrze e al Legia Varsavia, e così poté partecipare all'edizione inaugurale della Coppa UEFA. Nel torneo continentale vinse il primo turno battendo i cecoslovacchi del FK Teplice (1-0 all'andata e 3-2 al ritorno), ma poi fu eliminata al secondo turno venendo sconfitta dai rumeni dell'UT Arad (1-1 all'andata e 1-2 al ritorno).
Nel 1974 lo Zagłębie fu retrocesso dall'Ekstraklasa; da allora non vi ha più fatto ritorno. A causa di difficoltà economiche, all'inizio degli anni novanta il club si fuse con l'altra squadra cittadina di Wałbrzych, il Górnik Wałbrzych, tra lo stupore di entrambe le tifoserie dopo oltre 40 anni di rivalità. Il nuovo club si chiamò dapprima KP Wałbrzych e poi KP Górnik/Zagłębie Wałbrzych.
Gli incontri si disputarono nello stadio dello Zagłębie, ma alla fine il nome di Zagłębie fu rimosso dalla denominazione e il club cessò di esistere de facto.
Il 6 aprile 2006 il club venne rifondato con il nome di Stowarzyszenie GKS Zagłębie Wałbrzych. Dal 2008 la squadra milita nei campionati regionali della Bassa Slesia.
Il giocatore più rappresentativo nella storia del club è Marian Szeja, che vinse il torneo olimpico del 1972.

## Palmarès

### Competizioni nazionali
- Campionato polacco di seconda divisione: 1

1967-1968